# Fritz Tschirch
Fritz Tschirch (* 16. Februar 1901 in Königs Wusterhausen; † 18. Februar 1975 in Euskirchen-Schweinheim) war ein deutscher Germanist.

## Leben
Fritz Tschirch promovierte 1929 bei dem Berliner Germanisten Julius Petersen über den „Altonaer Joseph“, eine „angebliche Jugenddichtung“ Goethes. Nach dem Krieg wurde er aus dem Schuldienst an die Universität berufen. Er war zunächst Hochschullehrer an der Universität Greifswald, anschließend ab 1956 an der Universität Jena (Lehrstuhl für Altgermanistik). Im April 1958 flüchtete er aus politischen Gründen aus der DDR und lehrte ab dem Wintersemester 1958/59 im Bereich Altgermanistik/Mediävistik an der Universität Köln, zunächst als Vertretung für Josef Quint, dann als Ordinarius. 1969 wurde er emeritiert.
Tschirch war bis 1954 Mitarbeiter am Grimmschen Wörterbuch, für das er mehr als 450 Artikel verfasste. Nach seiner Flucht in den Westen leitete er eine Zeitlang die Arbeitsstelle des Luther-Wörterbuchs in Göttingen. 1964–1975 war er Mitglied des Wissenschaftlichen Rates des Institutes für Deutsche Sprache in Mannheim, von 1961 bis 1975 germanistischer Fachberater in den Kommissionen zur Revision der Luther-Bibel und von 1971 bis 1974 beim Evangelischen Bibelwerk in Stuttgart für die Einheitsübersetzung.
Tschirchs wichtigste wissenschaftliche Publikation ist die im Erich Schmidt Verlag (Berlin) veröffentlichte Geschichte der deutschen Sprache (2 Bde., zuerst 1966 und 1969).
Tschirch war nicht nur ein strenger und fordernder Lehrer; er galt wegen seiner mitunter kauzigen Art unter den Studenten auch als Original. Ulla Hahn widmete ihm – in einem Rückblick auf ihre Kölner Studienzeit in den 60er Jahren – einen Abschnitt im dritten Teil ihrer fiktiven Autobiographie (Spiel der Zeit, 2014).